# Chemik Police (piłka siatkowa kobiet)

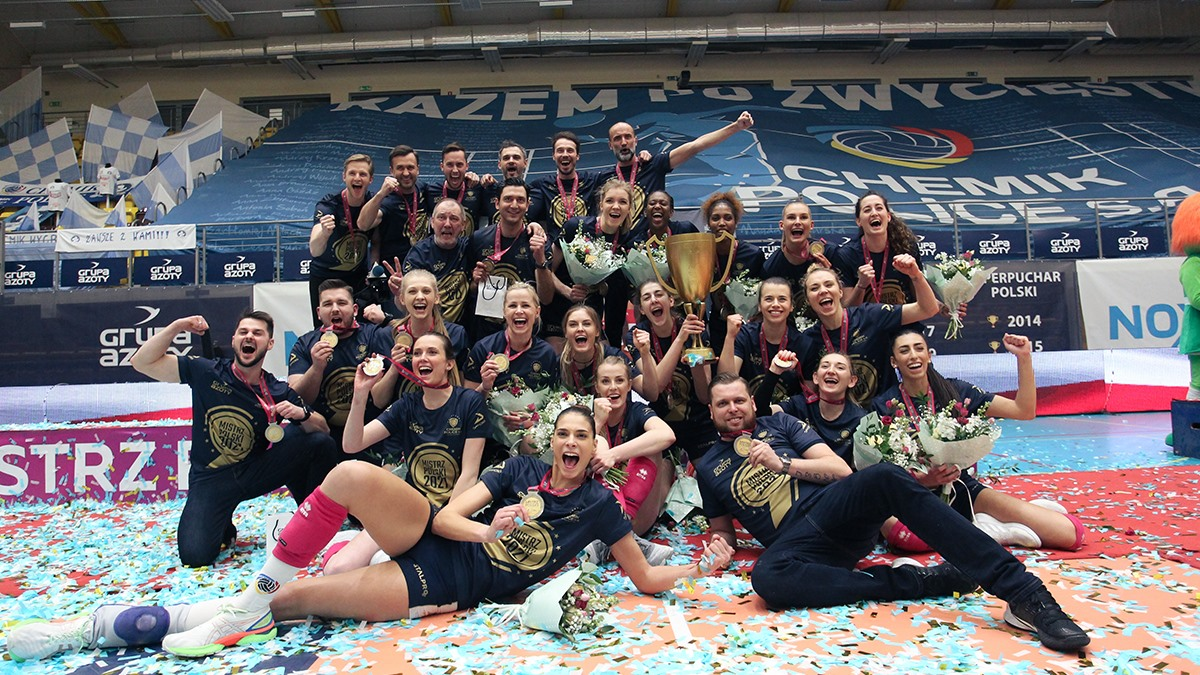
Grupa Azoty Chemik Police mistrzem Polski (sezon 2020/2021)

Klub Piłki Siatkowej Chemik Police S.A. – polski kobiecy klub siatkarski z siedzibą w Policach, założony w 1988 roku. Jedenastokrotny mistrz Polski (1994, 1995, 2014–2022) i dziesięciokrotny zdobywca Pucharu Polski (1993–1995, 2014, 2016–2019, 2023). Od sezonu 2013/2014 klub występuje w Tauron Lidze.
Od sierpnia 2013 klub działa jako spółka akcyjna.

## Historia
Założony w 1988 r. Chemik, to klub ściśle związany z Zakładami Chemicznymi Police. Największe sukcesy święcił na początku lat 90. W 1994 i 1995 dwukrotnie zdobył Mistrzostwo Polski, a w latach 1993–1995 – trzykrotnie z rzędu Puchar Polski. Wówczas w barwach policzanek grały takie zawodniczki, jak m.in. Małgorzata Niemczyk, Agata Żebro, Magdalena Śliwa, czy sprowadzona z Rosji Maria Liktoras. Chemik w ekstraklasie grał do sezonu 1998, kiedy patronackie ZCh Police zdecydowały się drastycznie zmniejszyć zaangażowanie finansowe. W 2000 r. sekcję pierwszoligową siatkarek przejął sąsiedni Piast Szczecin, a drużyna z Polic przez kolejne sezony grała w II lidze, a w ostatnich kilku sezonach na zapleczu ekstraklasy. W 2012 roku, gdy ZCh Police zostały jednym z zakładów wchodzących w skład ogólnopolskiej grupy producentów nawozów Grupa Azoty, w Policach znów postanowiono odbudować siłę siatkówki kobiecej.
Chronologia nazw
- 1988: Komfort Police
- 1994: ARS Komfort Police
- 1995: PSPS Chemik Police
- 2013: KPS Chemik Police
- 2019: Grupa Azoty Chemik Police
- 2024: Lotto Chemik Police[1]

Mimo trwających od dłuższego czasu kłopotów finansowych działacze Chemika rozważali o nawiązaniu do wyników z lat 90., kiedy to zespół rywalizował w ekstraklasie. Nieustanny pobyt na zapleczu PlusLigi Kobiet zaczynał być dla włodarzy klubu denerwujący. W sezonie 2011/2012 za cel postawiono walkę o najwyższe cele. Głównym sponsorem zostały Zakłady Chemiczne Police S.A., zaś w klubie nastąpiły zmiany w zarządzie. Zespół znajdował się w czołowej czwórce, jednak po kolejnej porażce z rzędu zwolniony został wieloletni trener – Mariusz Bujek. Jego funkcję przejął dotychczasowy II trener – Piotr Sobolewski. Rozgrywki rundy zasadniczej Chemik zakończył na 3. pozycji w tabeli, wygrywając szesnaście z dwudziestu dwóch spotkań. Zostały wyeliminowane z dalszej rywalizacji już w I rundzie play-off, przegrywając w stanie rywalizacji 2:3 z KS Piecobiogazem Murowana Goślina.
W Pucharze Polski, policzanki zaszły do 3. rundy, po drodze pokonując MLKS Zawiszę Sulechów. Odpadły z dalszej rywalizacji po przegranym meczu z KS Piecobiogazem Murowana Goślina.
Pomimo ambitnych planów, drużynie nie udało się awansować do ekstraklasy w sezonie 2011/2012. Policzanki musiały zadowolić się trzecią lokatą. W klubie, w którym tuż przed zamknięciem okienka transferowego poczyniono znaczne wzmocnienia, ten wynik odebrano za porażkę. W dniu 1 października dotychczasowy prezes zarządu PSPS Chemik Police Adam Kulbiej złożył rezygnację. Nowym prezesem zarządu polickiego klubu została dotychczasowa wiceprezes – Joanna Żurowska. Obok Wiktora Szostaka funkcję drugiego wiceprezesa będzie pełniła Józefa Żurawska, która do tej pory była członkiem zarządu. W sezonie 2012/2013 Policzanki osiągnęły cel, jaki był założony przed sezonem, czyli awans do Orlen Ligi. W finale play-off pokonały 3:0 w stanie rywalizacji Jedynkę Aleksandrów Łódzki. W półfinałach w identycznym stosunku meczów zwyciężyły Eliteski AZS UE Kraków, a w ćwierćfinałach Budowlanych Toruń.
W Pucharze Polski, policzanki zaszły do 5. rundy. Po drodze pokonały MLKS Zawiszę Sulechów oraz AGH Wisłę Kraków. Odpadły z dalszej rywalizacji po przegranym meczu z Jedynką Aleksandrów Łódzki.
Od chwili awansu do ekstraklasy w roku 2013 rozpoczął się kilkuletni okres absolutnej supremacji Chemika w polskiej siatkówce kobiecej. Już jako beniaminek zespół zdobył tytuł Mistrza Polski w sezonie 2013/14, po 19 latach od ostatniego mistrzostwa. W całych rozgrywkach zespół przegrał tylko 2 mecze, wygrywając 43 razy. Później zdobywał tytuł mistrzowski kolejno w sezonach: 2014/15 (51 zwycięstw, 3 porażki), 2015/16 (47 zwycięstw, 2 porażki), 2016/17 (53 zwycięstwa, 3 porażki) i 2017/18 (54 zwycięstwa, 3 porażki), zatem był to okres, w którym każdy przegrany mecz Chemika uchodził za sensację. W tym samym okresie siatkarki Chemika trzykrotnie zdobyły też Puchar Polski, w latach 2014, 2016 i 2017.
W sezonie 2018/19 Chemik wygrał ponownie zasadniczą rundę (41 zwycięstw, 3 porażki), ale w meczach play-off niespodziewanie uległ najpierw w półfinale Budowlanym Łódź, a potem w meczach o 3. miejsce DevelopResowi Rzeszów, kończąc rozgrywki na 4. miejscu. Zespół zdobył natomiast w roku 2019 Puchar Polski.
Po wspomnianym sezonie nastąpiły w zespole większe zmiany kadrowe – w zespole pojawiło się siedem nowych zawodniczek, w tym dwie reprezentantki Kuby, jedna Polski i trzy reprezentantki Polski w kategoriach młodzieżowych.
Po sezonie 2018/2019, w którym Chemik Police zajął czwarte miejsce w lidze, klub przeszedł przez istotne zmiany kadrowe. Z zespołem pożegnało się kilka kluczowych zawodniczek, w tym serbska przyjmująca Bianka Busa, mistrzyni świata z 2018 roku.
W sezonie 2019/2020 Chemik Police powrócił na szczyt, zdobywając zarówno Mistrzostwo Polski, jak i Puchar Polski. Kolejne lata przyniosły dalsze sukcesy: w sezonie 2020/2021 klub obronił tytuł mistrzowski, a w sezonie 2021/2022 zdobył Puchar Polski.
Sezon 2022/2023 okazał się trudny dla Chemika, który zakończył rozgrywki ligowe na piątym miejscu, co było najgorszym wynikiem od lat. W odpowiedzi na to, zarząd klubu zdecydował się na gruntowną przebudowę zespołu, angażując siedem nowych zawodniczek, w tym reprezentantki Polski i zagraniczne siatkarki. Nowym trenerem został Włoch Marco Fenoglio.
W sezonie 2023/2024 Chemik Police powrócił na szczyt polskiej siatkówki, zdobywając tytuł Mistrza Polski. Po nieudanym poprzednim sezonie, w którym zajął piąte miejsce, klub przeprowadził znaczące zmiany kadrowe, angażując siedem nowych zawodniczek oraz zatrudniając włoskiego trenera Marco Fenoglio. Te decyzje przyniosły oczekiwane rezultaty – drużyna dominowała w fazie zasadniczej, doznając jedynie dwóch porażek po tie-breakach. W fazie play-off siatkarki Chemika pokonały kolejno Energę MKS Kalisz i Grot Budowlane Łódź, a w finale triumfowały nad PGE Rysicami Rzeszów, zdobywając złoty medal.
Dodatkowo, zespół zdobył Superpuchar Polski, co podkreśliło jego dominację na krajowej arenie.
W trakcie sezonu 2023/2024 Klub Piłki Siatkowej Chemik Police stanął w obliczu poważnych wyzwań finansowych, spowodowanych wycofaniem się głównego sponsora, Grupy Azoty. W odpowiedzi na zaistniałą sytuację, 29 marca 2024 roku, podczas Walnego Zgromadzenia Akcjonariuszy, powołano nową Radę Nadzorczą, która delegowała Radosława Anioła do pełnienia funkcji p.o. prezesa klubu, zastępując na tym stanowisku Pawła Frankowskiego, pełniącego tę funkcję od 2016 roku.
Radosław Anioł, związany z Chemikiem Police od momentu awansu drużyny do ekstraklasy, wcześniej pełnił funkcje menedżera oraz dyrektora zarządzającego. Jako nowy prezes, skupił się na poszukiwaniu alternatywnych źródeł finansowania oraz stabilizacji sytuacji klubu.
Pomimo tych wyzwań, drużyna zdołała dokończyć sezon i sięgnąć po mistrzowski tytuł, co świadczy o determinacji zarówno zawodniczek, jak i zarządu. Obecnie klub intensywnie poszukuje nowych sponsorów, aby zapewnić stabilność finansową i możliwość dalszej rywalizacji na najwyższym poziomie.
W sezonie 2024/2025 Klub Piłki Siatkowej Chemik Police zyskał znaczące wsparcie dzięki nawiązaniu współpracy z renomowanymi partnerami. We wrześniu 2024 roku podpisano umowę z marką LOTTO, należącą do Totalizatora Sportowego, na mocy której LOTTO stało się partnerem tytularnym klubu. W ramach tej współpracy logo LOTTO pojawiło się na strojach meczowych i treningowych, parkiecie, bandach LED oraz materiałach promocyjnych, co przyczyniło się do umocnienia pozycji klubu na arenie sportowej.
W grudniu 2024 roku do grona partnerów dołączył również PKN ORLEN, obejmując rolę Partnera Strategicznego Chemika Police. Logo koncernu zostało umieszczone na różnych elementach wizualnych klubu, takich jak stroje meczowe, parkiet czy materiały drukowane, co stanowiło istotne wsparcie dla drużyny w realizacji jej ambitnych celów sportowych.
Dzięki tym strategicznym partnerstwom, Chemik Police mógł skupić się na osiąganiu sukcesów sportowych, mając zapewnioną stabilność finansową i wsparcie ze strony renomowanych polskich marek.
Podczas Gali Polskiej Ligi Siatkówki 2025 klub został wybrany najlepszą drużyną żeńską 25-lecia Polskiej Ligi Siatkówki.

## Bilans sezon po sezonie
| Sezon     | Rozgrywki ligowe      | Rozgrywki ligowe | Puchar Polski | Puchary europejskie               | Puchary europejskie |
| Sezon     | Poziom                | Miejsce          | Puchar Polski | Rozgrywki klubowe                 | Osiągnięcie         |
| --------- | --------------------- | ---------------- | ------------- | --------------------------------- | ------------------- |
| 1992/1993 | I liga seria B        | 1. miejsce       | 1. miejsce    |                                   |                     |
| 1993/1994 | I liga seria A        | 1. miejsce       | 1. miejsce    | Puchar Europy Zdobywczyń Pucharów | 3. miejsce          |
| 1994/1995 | I liga seria A        | 1. miejsce       | 1. miejsce    | Puchar Europy Mistrzyń Krajowych  | 1/8 finału          |
| 1995/1996 | I liga seria A        | 3. miejsce       | 2. miejsce    |                                   |                     |
| 1996/1997 | I liga seria A        | 6. miejsce       | 4. miejsce    |                                   |                     |
| 1997/1998 | I liga seria A        | 9-10. miejsce    |               |                                   |                     |
| 1998/1999 | I liga seria B        |                  |               |                                   |                     |
| 2004/2005 | II liga               | 2. miejsce       |               |                                   |                     |
| 2005/2006 | II liga               | 1. miejsce       |               |                                   |                     |
| 2006/2007 | I liga                | 8. miejsce       | 1. runda      |                                   |                     |
| 2007/2008 | I liga                | 8. miejsce       | 4. runda      |                                   |                     |
| 2008/2009 | I liga                | 5. miejsce       | 2. runda      |                                   |                     |
| 2009/2010 | I liga                | 4. miejsce       | 2. runda      |                                   |                     |
| 2010/2011 | I liga                | 7. miejsce       | 3. runda      |                                   |                     |
| 2011/2012 | I liga                | 3. miejsce       | 3. runda      |                                   |                     |
| 2012/2013 | I liga                | 1. miejsce       | 5. runda      |                                   |                     |
| 2013/2014 | Orlen Liga            | 1. miejsce       | 1. miejsce    |                                   |                     |
| 2014/2015 | Orlen Liga            | 1. miejsce       | 2. miejsce    | Liga Mistrzyń                     | 4. miejsce          |
| 2015/2016 | Orlen Liga            | 1. miejsce       | 1. miejsce    | Liga Mistrzyń                     | 1/12 finału         |
| 2016/2017 | Orlen Liga            | 1. miejsce       | 1. miejsce    | Liga Mistrzyń                     | faza grupowa        |
| 2017/2018 | Liga Siatkówki Kobiet | 1. miejsce       | ćwierćfinał   | Liga Mistrzyń                     | faza grupowa        |
| 2018/2019 | Liga Siatkówki Kobiet | 4. miejsce       | 1. miejsce    | Liga Mistrzyń                     | faza grupowa        |
| 2019/2020 | Liga Siatkówki Kobiet | 1. miejsce       | 1. miejsce    | Puchar CEV                        | awans do półfinału  |
| 2020/2021 | Tauron Liga           | 1. miejsce       | 1. miejsce    | Liga Mistrzyń                     | ćwierćfinał         |
| 2021/2022 | Tauron Liga           | 1. miejsce       | ćwierćfinał   | Liga Mistrzyń                     | faza grupowa        |
| 2022/2023 | Tauron Liga           | 5. miejsce       | 1. miejsce    | Liga Mistrzyń                     | runda play-off      |
| 2023/2024 | Tauron Liga           | 1. miejsce       | ćwierćfinał   | Puchar CEV                        | runda play-off      |
| 2024/2025 | Tauron Liga           | 7. miejsce       | ćwierćfinał   |                                   |                     |

Poziom rozgrywek:
     pierwszy, najwyższy ogólnokrajowy
     drugi
     trzeci
     czwarty
     piąty

## Sukcesy
Mistrzostwa Polski:
- 1. miejsce: 1994, 1995, 2014, 2015, 2016, 2017, 2018, 2020, 2021, 2022, 2024[13]
- 3. miejsce: 1996

 Puchar Polski:
- 1. miejsce: 1993, 1994, 1995, 2014, 2016, 2017, 2019, 2020, 2021, 2023
- 2. miejsce: 1996, 2015

 Puchar Zdobywców Pucharów:
- 3. miejsce: 1994

 Superpuchar Polski:
- 1. miejsce: 2014, 2015, 2019, 2023[14]

PreZero Grand Prix PLS
- 2. miejsce: 2022, 2023

## Chemik Police w europejskich pucharach
| \| Data \| Miejsce \| Przeciwnik \| Wynik \| Runda \| \| ---------- \| ---------- \| --------------------------- \| --------------------------------------- \| ----------------- \| \| 12.11.2014 \| Szczecin \| Rabita Baku \| 3:0 (25:22, 25:19, 25:18) \| Faza grupowa \| \| 26.11.2014 \| Prościejów \| VK AGEL Prostějov \| 3:0 (25:23, 25:22, 25:19) \| Faza grupowa \| \| 10.12.2014 \| Kazań \| Dinamo Kazań \| 2:3 (13:25, 25:20, 24:26, 25:23, 10:15) \| Faza grupowa \| \| 14.01.2015 \| Szczecin \| Dinamo Kazań \| 3:1 (16:25, 25:14, 25:19, 25:22) \| Faza grupowa \| \| 20.01.2015 \| Szczecin \| VK AGEL Prostějov \| 2:3 (25:11, 20:25, 25:17, 22:25, 12:15) \| Faza grupowa \| \| 28.01.2015 \| Baku \| Rabita Baku \| 3:2 (27:25, 18:25, 25:16, 16:25, 15:10) \| Faza grupowa \| \| 04.04.2015 \| Szczecin \| Unedo Yamamay Busto Arsizio \| 0:3 (21:25, 25:27, 21:25) \| Półfinał \| \| 05.04.2015 \| Szczecin \| VakıfBank Stambuł \| 0:3 (19:25, 21:25, 17:25) \| Mecz o 3. miejsce \| |            |                             |                                         |                   |
| Data | Miejsce    | Przeciwnik                  | Wynik                                   | Runda             |
| 12.11.2014 | Szczecin   | Rabita Baku                 | 3:0 (25:22, 25:19, 25:18)               | Faza grupowa      |
| 26.11.2014 | Prościejów | VK AGEL Prostějov           | 3:0 (25:23, 25:22, 25:19)               | Faza grupowa      |
| 10.12.2014 | Kazań      | Dinamo Kazań                | 2:3 (13:25, 25:20, 24:26, 25:23, 10:15) | Faza grupowa      |
| 14.01.2015 | Szczecin   | Dinamo Kazań                | 3:1 (16:25, 25:14, 25:19, 25:22)        | Faza grupowa      |
| 20.01.2015 | Szczecin   | VK AGEL Prostějov           | 2:3 (25:11, 20:25, 25:17, 22:25, 12:15) | Faza grupowa      |
| 28.01.2015 | Baku       | Rabita Baku                 | 3:2 (27:25, 18:25, 25:16, 16:25, 15:10) | Faza grupowa      |
| 04.04.2015 | Szczecin   | Unedo Yamamay Busto Arsizio | 0:3 (21:25, 25:27, 21:25)               | Półfinał          |
| 05.04.2015 | Szczecin   | VakıfBank Stambuł           | 0:3 (19:25, 21:25, 17:25)               | Mecz o 3. miejsce |

| \| Data \| Miejsce \| Przeciwnik \| Wynik \| Runda \| \| ---------- \| ---------- \| -------------------------- \| --------------------------------------- \| ------------ \| \| 28.10.2015 \| Szczecin \| VK AGEL Prostějov \| 3:0 (25:18, 25:16, 25:21) \| Faza grupowa \| \| 11.11.2015 \| Cremona \| Pomì Casalmaggiore \| 3:2 (25:16, 25:23, 23:25, 19:25, 15:12) \| Faza grupowa \| \| 26.11.2015 \| Stambuł \| Eczacıbaşı VitrA Stambuł \| 0:3 (22:25, 18:25, 24:26) \| Faza grupowa \| \| 10.12.2015 \| Szczecin \| Eczacıbaşı VitrA Stambuł \| 3:1 (25:22, 25:19, 25:27, 25:21) \| Faza grupowa \| \| 20.01.2016 \| Szczecin \| Pomì Casalmaggiore \| 1:3 (23:25, 25:12, 23:25, 17:25) \| Faza grupowa \| \| 27.01.2016 \| Prościejów \| VK AGEL Prostějov \| 3:0 (25:19, 25:14, 25:18) \| Faza grupowa \| \| 09.02.2016 \| Szczecin \| Fenerbahçe Grundig Stambuł \| 0:3 (20:25, 18:25, 23:25) \| 1/12 finału \| \| 23.02.2016 \| Stambuł \| Fenerbahçe Grundig Stambuł \| 0:3 (21:25, 16:25, 14:25) \| 1/12 finału \| |            |                            |                                         |              |
| Data | Miejsce    | Przeciwnik                 | Wynik                                   | Runda        |
| 28.10.2015 | Szczecin   | VK AGEL Prostějov          | 3:0 (25:18, 25:16, 25:21)               | Faza grupowa |
| 11.11.2015 | Cremona    | Pomì Casalmaggiore         | 3:2 (25:16, 25:23, 23:25, 19:25, 15:12) | Faza grupowa |
| 26.11.2015 | Stambuł    | Eczacıbaşı VitrA Stambuł   | 0:3 (22:25, 18:25, 24:26)               | Faza grupowa |
| 10.12.2015 | Szczecin   | Eczacıbaşı VitrA Stambuł   | 3:1 (25:22, 25:19, 25:27, 25:21)        | Faza grupowa |
| 20.01.2016 | Szczecin   | Pomì Casalmaggiore         | 1:3 (23:25, 25:12, 23:25, 17:25)        | Faza grupowa |
| 27.01.2016 | Prościejów | VK AGEL Prostějov          | 3:0 (25:19, 25:14, 25:18)               | Faza grupowa |
| 09.02.2016 | Szczecin   | Fenerbahçe Grundig Stambuł | 0:3 (20:25, 18:25, 23:25)               | 1/12 finału  |
| 23.02.2016 | Stambuł    | Fenerbahçe Grundig Stambuł | 0:3 (21:25, 16:25, 14:25)               | 1/12 finału  |

| \| Data \| Miejsce \| Przeciwnik \| Wynik \| Runda \| \| ---------- \| -------- \| --------------------------- \| --------------------------------------- \| ------------ \| \| 15.12.2016 \| Szczecin \| Liu Jo Nordmeccanica Modena \| 1:3 (21:25, 27:29, 25:21, 13:25) \| Faza grupowa \| \| 10.01.2017 \| Baku \| Telekom Baku \| 3:0 (25:16, 25:21, 25:20) \| Faza grupowa \| \| 25.01.2017 \| Szczecin \| Imoco Volley Conegliano \| 2:3 (18:25, 25:14, 25:12, 14:25, 11:15) \| Faza grupowa \| \| 08.02.2017 \| Villorba \| Imoco Volley Conegliano \| 3:2 (23:25, 25:20, 25:20, 20:25, 15:8) \| Faza grupowa \| \| 21.02.2017 \| Szczecin \| Telekom Baku \| 3:1 (21:25, 25:16, 25:13, 25:16) \| Faza grupowa \| \| 28.02.2017 \| Modena \| Liu Jo Nordmeccanica Modena \| 0:3 (13:25, 18:25, 22:25) \| Faza grupowa \| |          |                             |                                         |              |
| Data | Miejsce  | Przeciwnik                  | Wynik                                   | Runda        |
| 15.12.2016 | Szczecin | Liu Jo Nordmeccanica Modena | 1:3 (21:25, 27:29, 25:21, 13:25)        | Faza grupowa |
| 10.01.2017 | Baku     | Telekom Baku                | 3:0 (25:16, 25:21, 25:20)               | Faza grupowa |
| 25.01.2017 | Szczecin | Imoco Volley Conegliano     | 2:3 (18:25, 25:14, 25:12, 14:25, 11:15) | Faza grupowa |
| 08.02.2017 | Villorba | Imoco Volley Conegliano     | 3:2 (23:25, 25:20, 25:20, 20:25, 15:8)  | Faza grupowa |
| 21.02.2017 | Szczecin | Telekom Baku                | 3:1 (21:25, 25:16, 25:13, 25:16)        | Faza grupowa |
| 28.02.2017 | Modena   | Liu Jo Nordmeccanica Modena | 0:3 (13:25, 18:25, 22:25)               | Faza grupowa |

| \| Data \| Miejsce \| Przeciwnik \| Wynik \| Runda \| \| ---------- \| -------- \| -------------- \| --------------------------------------- \| ------------ \| \| 13.12.2017 \| Ruma \| Vizura Belgrad \| 3:0 (25:17, 25:21, 25:14) \| Faza grupowa \| \| 10.01.2018 \| Koszalin \| Dinamo Kazań \| 0:3 (17:25, 20:25, 19:25) \| Faza grupowa \| \| 24.01.2018 \| Koszalin \| Marica Płowdiw \| 3:0 (25:16, 26:24, 25:12) \| Faza grupowa \| \| 08.02.2018 \| Płowdiw \| Marica Płowdiw \| 3:2 (25:19, 18:25, 23:25, 25:20, 15:11) \| Faza grupowa \| \| 21.02.2018 \| Kazań \| Dinamo Kazań \| 1:3 (26:24, 16:25, 23:25, 14:25) \| Faza grupowa \| \| 27.02.2018 \| Koszalin \| Vizura Belgrad \| 3:2 (22:25, 25:23, 19:25, 25:19, 19:17) \| Faza grupowa \| |          |                |                                         |              |
| Data | Miejsce  | Przeciwnik     | Wynik                                   | Runda        |
| 13.12.2017 | Ruma     | Vizura Belgrad | 3:0 (25:17, 25:21, 25:14)               | Faza grupowa |
| 10.01.2018 | Koszalin | Dinamo Kazań   | 0:3 (17:25, 20:25, 19:25)               | Faza grupowa |
| 24.01.2018 | Koszalin | Marica Płowdiw | 3:0 (25:16, 26:24, 25:12)               | Faza grupowa |
| 08.02.2018 | Płowdiw  | Marica Płowdiw | 3:2 (25:19, 18:25, 23:25, 25:20, 15:11) | Faza grupowa |
| 21.02.2018 | Kazań    | Dinamo Kazań   | 1:3 (26:24, 16:25, 23:25, 14:25)        | Faza grupowa |
| 27.02.2018 | Koszalin | Vizura Belgrad | 3:2 (22:25, 25:23, 19:25, 25:19, 19:17) | Faza grupowa |

| \| Data \| Miejsce \| Przeciwnik \| Wynik \| Runda \| \| ---------- \| --------- \| ------------------ \| -------------------------------------- \| ------------ \| \| 22.11.2018 \| Koszalin \| CSM Bukareszt \| 1:3 (19:25, 16:25, 25:16, 22:25) \| Faza grupowa \| \| 19.12.2018 \| Stambuł \| Fenerbahçe Stambuł \| 0:3 (12:25, 16:25, 22:25) \| Faza grupowa \| \| 24.01.2019 \| Szczecin \| Dinamo Moskwa \| 2:3 (25:16, 16:25, 21:25, 25:19, 5:15) \| Faza grupowa \| \| 06.02.2019 \| Szczecin \| Fenerbahçe Stambuł \| 0:3 (24:26, 20:25, 15:25) \| Faza grupowa \| \| 20.02.2019 \| Bukareszt \| CSM Bukareszt \| 3:2 (17:25, 25:23, 16:25, 25:21, 15:8) \| Faza grupowa \| \| 26.02.2019 \| Moskwa \| Dinamo Moskwa \| 1:3 (20:25, 17:25, 25:22, 21:25) \| Faza grupowa \| |           |                    |                                        |              |
| Data | Miejsce   | Przeciwnik         | Wynik                                  | Runda        |
| 22.11.2018 | Koszalin  | CSM Bukareszt      | 1:3 (19:25, 16:25, 25:16, 22:25)       | Faza grupowa |
| 19.12.2018 | Stambuł   | Fenerbahçe Stambuł | 0:3 (12:25, 16:25, 22:25)              | Faza grupowa |
| 24.01.2019 | Szczecin  | Dinamo Moskwa      | 2:3 (25:16, 16:25, 21:25, 25:19, 5:15) | Faza grupowa |
| 06.02.2019 | Szczecin  | Fenerbahçe Stambuł | 0:3 (24:26, 20:25, 15:25)              | Faza grupowa |
| 20.02.2019 | Bukareszt | CSM Bukareszt      | 3:2 (17:25, 25:23, 16:25, 25:21, 15:8) | Faza grupowa |
| 26.02.2019 | Moskwa    | Dinamo Moskwa      | 1:3 (20:25, 17:25, 25:22, 21:25)       | Faza grupowa |

| - Nie dokończono sezonu Pucharu CEV 2019/2020 z powodu rozprzestrzenia się koronawirusa w Europie \| Data \| Miejsce \| Przeciwnik \| Wynik \| Runda \| \| ---------- \| -------------------------- \| --------------------------- \| --------------------------------------- \| ----------- \| \| 04.12.2019 \| Szczecin \| Galatasaray Stambuł \| 3:1 (25:20, 17:25, 25:19, 27:25) \| 1/16 finału \| \| 17.12.2019 \| Stambuł \| Galatasaray Stambuł \| 3:2 (19:25, 25:18, 19:25, 25:23, 15:12) \| 1/16 finału \| \| 22.01.2020 \| Police \| CV Haris La Laguna Tenerife \| 3:0 (25:13, 25:16, 25:16) \| 1/8 finału \| \| 05.02.2020 \| San Cristóbal de La Laguna \| CV Haris La Laguna Tenerife \| 3:1 (25:27, 25:22, 25:17, 25:23) \| 1/8 finału \| \| 20.02.2020 \| Zagrzeb \| Mladost Zagrzeb \| 3:0 (25:19, 25:13, 25:16) \| 1/4 finału \| \| 03.03.2020 \| Szczecin \| Mladost Zagrzeb \| 3:0 (25:19, 25:18, 25:10) \| 1/4 finału \| \| \| Szczecin \| Voléro Le Cannet \| \| Półfinał \| \| \| Le Cannet \| Voléro Le Cannet \| \| Półfinał \| |                            |                             |                                         |             |
| Data | Miejsce                    | Przeciwnik                  | Wynik                                   | Runda       |
| 04.12.2019 | Szczecin                   | Galatasaray Stambuł         | 3:1 (25:20, 17:25, 25:19, 27:25)        | 1/16 finału |
| 17.12.2019 | Stambuł                    | Galatasaray Stambuł         | 3:2 (19:25, 25:18, 19:25, 25:23, 15:12) | 1/16 finału |
| 22.01.2020 | Police                     | CV Haris La Laguna Tenerife | 3:0 (25:13, 25:16, 25:16)               | 1/8 finału  |
| 05.02.2020 | San Cristóbal de La Laguna | CV Haris La Laguna Tenerife | 3:1 (25:27, 25:22, 25:17, 25:23)        | 1/8 finału  |
| 20.02.2020 | Zagrzeb                    | Mladost Zagrzeb             | 3:0 (25:19, 25:13, 25:16)               | 1/4 finału  |
| 03.03.2020 | Szczecin                   | Mladost Zagrzeb             | 3:0 (25:19, 25:18, 25:10)               | 1/4 finału  |
| | Szczecin                   | Voléro Le Cannet            |                                         | Półfinał    |
| | Le Cannet                  | Voléro Le Cannet            |                                         | Półfinał    |

| \| Data \| Miejsce \| Przeciwnik \| Wynik \| Runda \| \| ---------- \| ------- \| ---------------------- \| -------------------------------------- \| ------------ \| \| 24.11.2020 \| Novara \| SK UP Ołomuniec \| 3:0 (25:18, 25:19, 25:18) \| Faza grupowa \| \| 25.11.2020 \| Novara \| Dinamo Kazań \| 3:0 (25:21, 25:22, 25:18) \| Faza grupowa \| \| 26.11.2020 \| Novara \| Igor Gorgonzola Novara \| 2:3 (25:27, 22:25, 25:21, 25:21, 6:15) \| Faza grupowa \| \| 02.02.2021 \| Police \| SK UP Ołomuniec \| 3:0 (25:12, 25:23, 25:17) \| Faza grupowa \| \| 03.02.2021 \| Police \| Dinamo Kazań \| 3:0 (28:26, 25:20, 25:17) \| Faza grupowa \| \| 04.02.2021 \| Police \| Igor Gorgonzola Novara \| 1:3 (19:25, 25:22, 18:25, 16:25) \| Faza grupowa \| \| 23.02.2021 \| Police \| VakıfBank Stambuł \| 0:3 (9:25, 15:25, 20:25) \| 1/8 finału \| \| 04.03.2021 \| Stambuł \| VakıfBank Stambuł \| 0:3 (21:25, 13:25, 13:25) \| 1/8 finału \| |         |                        |                                        |              |
| Data | Miejsce | Przeciwnik             | Wynik                                  | Runda        |
| 24.11.2020 | Novara  | SK UP Ołomuniec        | 3:0 (25:18, 25:19, 25:18)              | Faza grupowa |
| 25.11.2020 | Novara  | Dinamo Kazań           | 3:0 (25:21, 25:22, 25:18)              | Faza grupowa |
| 26.11.2020 | Novara  | Igor Gorgonzola Novara | 2:3 (25:27, 22:25, 25:21, 25:21, 6:15) | Faza grupowa |
| 02.02.2021 | Police  | SK UP Ołomuniec        | 3:0 (25:12, 25:23, 25:17)              | Faza grupowa |
| 03.02.2021 | Police  | Dinamo Kazań           | 3:0 (28:26, 25:20, 25:17)              | Faza grupowa |
| 04.02.2021 | Police  | Igor Gorgonzola Novara | 1:3 (19:25, 25:22, 18:25, 16:25)       | Faza grupowa |
| 23.02.2021 | Police  | VakıfBank Stambuł      | 0:3 (9:25, 15:25, 20:25)               | 1/8 finału   |
| 04.03.2021 | Stambuł | VakıfBank Stambuł      | 0:3 (21:25, 13:25, 13:25)              | 1/8 finału   |

| \| Data \| Miejsce \| Przeciwnik \| Wynik \| Runda \| \| ---------- \| ----------- \| ------------------------ \| -------------------------------- \| ------------ \| \| 24.11.2021 \| Szczecin \| Fatum Nyíregyháza \| 3:0 (25:11, 25:13, 25:14) \| Faza grupowa \| \| 08.12.2021 \| Ub \| ŽOK Ub \| 3:1 (25:20, 18:25, 25:20, 25:16) \| Faza grupowa \| \| 23.12.2021 \| Szczecin \| Carraro Imoco Conegliano \| 0:3 (21:25, 19:25, 11:25) \| Faza grupowa \| \| 20.01.2022 \| Szczecin \| ŽOK Ub \| 3:0 (25:17, 25:19, 25:14) \| Faza grupowa \| \| 03.02.2022 \| Nyíregyháza \| Fatum Nyíregyháza \| 3:0 (25:18, 25:18, 25:13) \| Faza grupowa \| \| 15.02.2022 \| Villorba \| Carraro Imoco Conegliano \| 0:3 (19:25, 22:25, 22:25) \| Faza grupowa \| |             |                          |                                  |              |
| Data | Miejsce     | Przeciwnik               | Wynik                            | Runda        |
| 24.11.2021 | Szczecin    | Fatum Nyíregyháza        | 3:0 (25:11, 25:13, 25:14)        | Faza grupowa |
| 08.12.2021 | Ub          | ŽOK Ub                   | 3:1 (25:20, 18:25, 25:20, 25:16) | Faza grupowa |
| 23.12.2021 | Szczecin    | Carraro Imoco Conegliano | 0:3 (21:25, 19:25, 11:25)        | Faza grupowa |
| 20.01.2022 | Szczecin    | ŽOK Ub                   | 3:0 (25:17, 25:19, 25:14)        | Faza grupowa |
| 03.02.2022 | Nyíregyháza | Fatum Nyíregyháza        | 3:0 (25:18, 25:18, 25:13)        | Faza grupowa |
| 15.02.2022 | Villorba    | Carraro Imoco Conegliano | 0:3 (19:25, 22:25, 22:25)        | Faza grupowa |

| \| Data \| Miejsce \| Przeciwnik \| Wynik \| Runda \| \| ---------- \| ---------- \| -------------------------- \| --------------------------------------- \| -------------- \| \| 07.12.2022 \| Szczecin \| Marica Płowdiw \| 3:0 (25:18, 25:23, 25:11) \| Faza grupowa \| \| 21.12.2022 \| Târgoviște \| CSM Târgoviște \| 3:2 (25:17, 25:19, 24:26, 24:26, 18:16) \| Faza grupowa \| \| 11.01.2023 \| Stambuł \| Eczacıbaşı Dynavit Stambuł \| 1:3 (25:21, 14:25, 20:25, 17:25) \| Faza grupowa \| \| 18.01.2023 \| Szczecin \| CSM Târgoviște \| 3:2 (29:27, 25:20, 23:25, 13:25, 15:4) \| Faza grupowa \| \| 01.02.2023 \| Płowdiw \| Marica Płowdiw \| 3:0 (25:20, 25:9, 25:20) \| Faza grupowa \| \| 08.02.2023 \| Szczecin \| Eczacıbaşı Dynavit Stambuł \| 1:3 (28:26, 18:25, 23:25, 22:25) \| Faza grupowa \| \| 21.02.2023 \| Szczecin \| Fenerbahçe Opet Stambuł \| 2:3 (14:25, 29:27, 23:25, 25:22, 10:15) \| Runda play-off \| \| 02.03.2023 \| Stambuł \| Fenerbahçe Opet Stambuł \| 1:3 (23:25, 19:25, 25:21, 18:25) \| Runda play-off \| |            |                            |                                         |                |
| Data | Miejsce    | Przeciwnik                 | Wynik                                   | Runda          |
| 07.12.2022 | Szczecin   | Marica Płowdiw             | 3:0 (25:18, 25:23, 25:11)               | Faza grupowa   |
| 21.12.2022 | Târgoviște | CSM Târgoviște             | 3:2 (25:17, 25:19, 24:26, 24:26, 18:16) | Faza grupowa   |
| 11.01.2023 | Stambuł    | Eczacıbaşı Dynavit Stambuł | 1:3 (25:21, 14:25, 20:25, 17:25)        | Faza grupowa   |
| 18.01.2023 | Szczecin   | CSM Târgoviște             | 3:2 (29:27, 25:20, 23:25, 13:25, 15:4)  | Faza grupowa   |
| 01.02.2023 | Płowdiw    | Marica Płowdiw             | 3:0 (25:20, 25:9, 25:20)                | Faza grupowa   |
| 08.02.2023 | Szczecin   | Eczacıbaşı Dynavit Stambuł | 1:3 (28:26, 18:25, 23:25, 22:25)        | Faza grupowa   |
| 21.02.2023 | Szczecin   | Fenerbahçe Opet Stambuł    | 2:3 (14:25, 29:27, 23:25, 25:22, 10:15) | Runda play-off |
| 02.03.2023 | Stambuł    | Fenerbahçe Opet Stambuł    | 1:3 (23:25, 19:25, 25:21, 18:25)        | Runda play-off |

| \| Data \| Miejsce \| Przeciwnik \| Wynik \| Runda \| \| ---------- \| ------------- \| ---------------------------- \| --------------------------------------- \| -------------- \| \| \| \| Hapoel Kefar Sawa \| 3:0 (25:0, 25:0, 25:0 - walkower) \| 1/16 finału \| \| \| \| Hapoel Kefar Sawa \| 3:0 (25:0, 25:0, 25:0 - walkower) \| 1/16 finału \| \| 29.11.2023 \| Szczecin \| BKS Bostik ZGO Bielsko-Biała \| 3:0 (25:23, 25:13, 25:19) \| 1/8 finału \| \| 07.12.2023 \| Bielsko-Biała \| BKS Bostik ZGO Bielsko-Biała \| 3:1 (16:25, 25:20, 25:18, 25:23) \| 1/8 finału \| \| 10.01.2024 \| Turyn \| Reale Mutua Fenera Chieri \| 1:3 (19:25, 25:16, 20:25, 19:25) \| Runda play-off \| \| 18.01.2024 \| Szczecin \| Reale Mutua Fenera Chieri \| 2:3 (20:25, 21:25, 25:20, 35:33, 13:15) \| Runda play-off \| |               |                              |                                         |                |
| Data | Miejsce       | Przeciwnik                   | Wynik                                   | Runda          |
| |               | Hapoel Kefar Sawa            | 3:0 (25:0, 25:0, 25:0 - walkower)       | 1/16 finału    |
| |               | Hapoel Kefar Sawa            | 3:0 (25:0, 25:0, 25:0 - walkower)       | 1/16 finału    |
| 29.11.2023 | Szczecin      | BKS Bostik ZGO Bielsko-Biała | 3:0 (25:23, 25:13, 25:19)               | 1/8 finału     |
| 07.12.2023 | Bielsko-Biała | BKS Bostik ZGO Bielsko-Biała | 3:1 (16:25, 25:20, 25:18, 25:23)        | 1/8 finału     |
| 10.01.2024 | Turyn         | Reale Mutua Fenera Chieri    | 1:3 (19:25, 25:16, 20:25, 19:25)        | Runda play-off |
| 18.01.2024 | Szczecin      | Reale Mutua Fenera Chieri    | 2:3 (20:25, 21:25, 25:20, 35:33, 13:15) | Runda play-off |

## Kadra

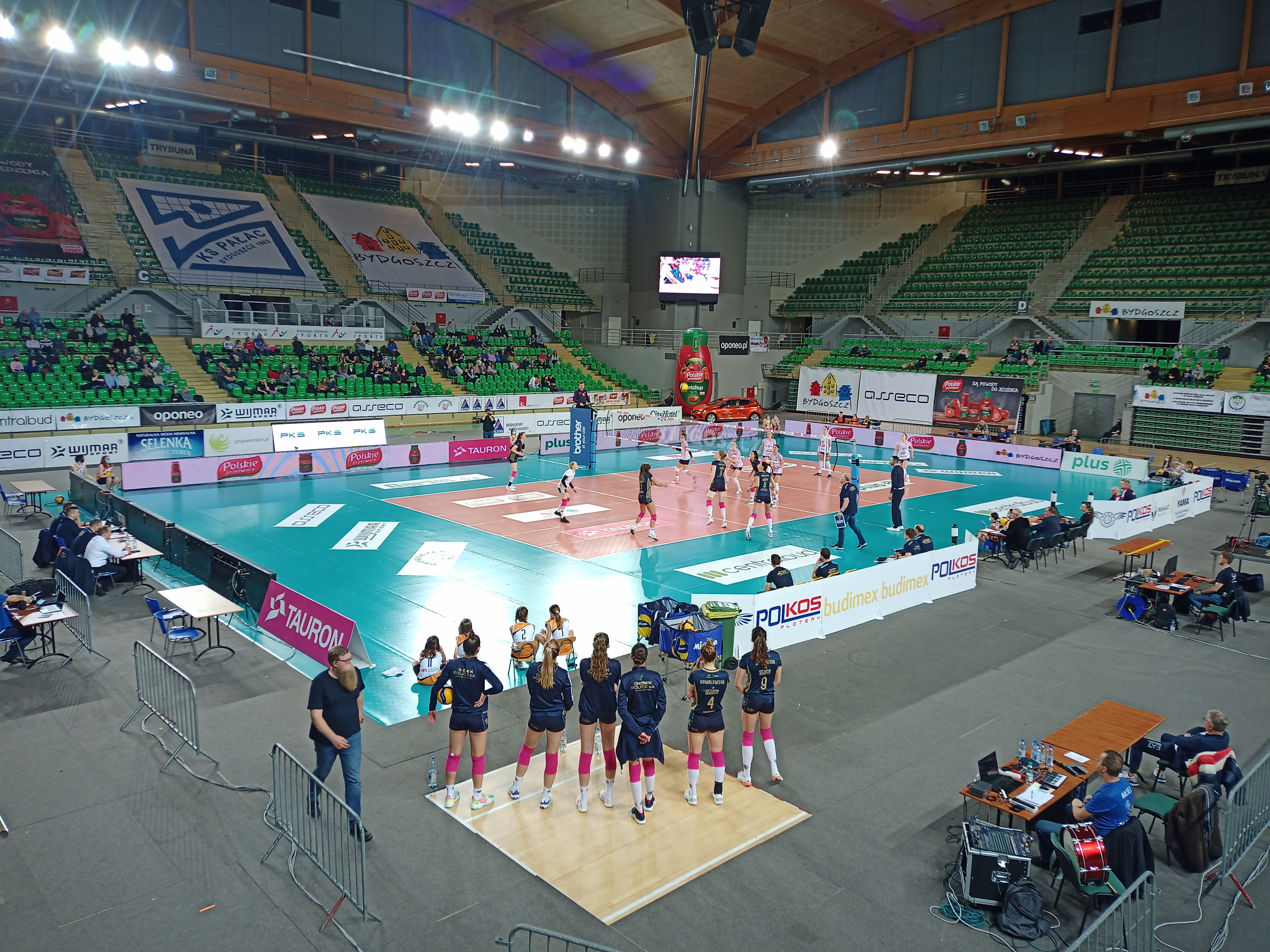
Zawodniczki Chemika Police w sezonie 2021/2022 w meczu ligowym 17. kolejki Tauron Ligi (2021/2022) z Polskimi Przetworami Pałac Bydgoszcz

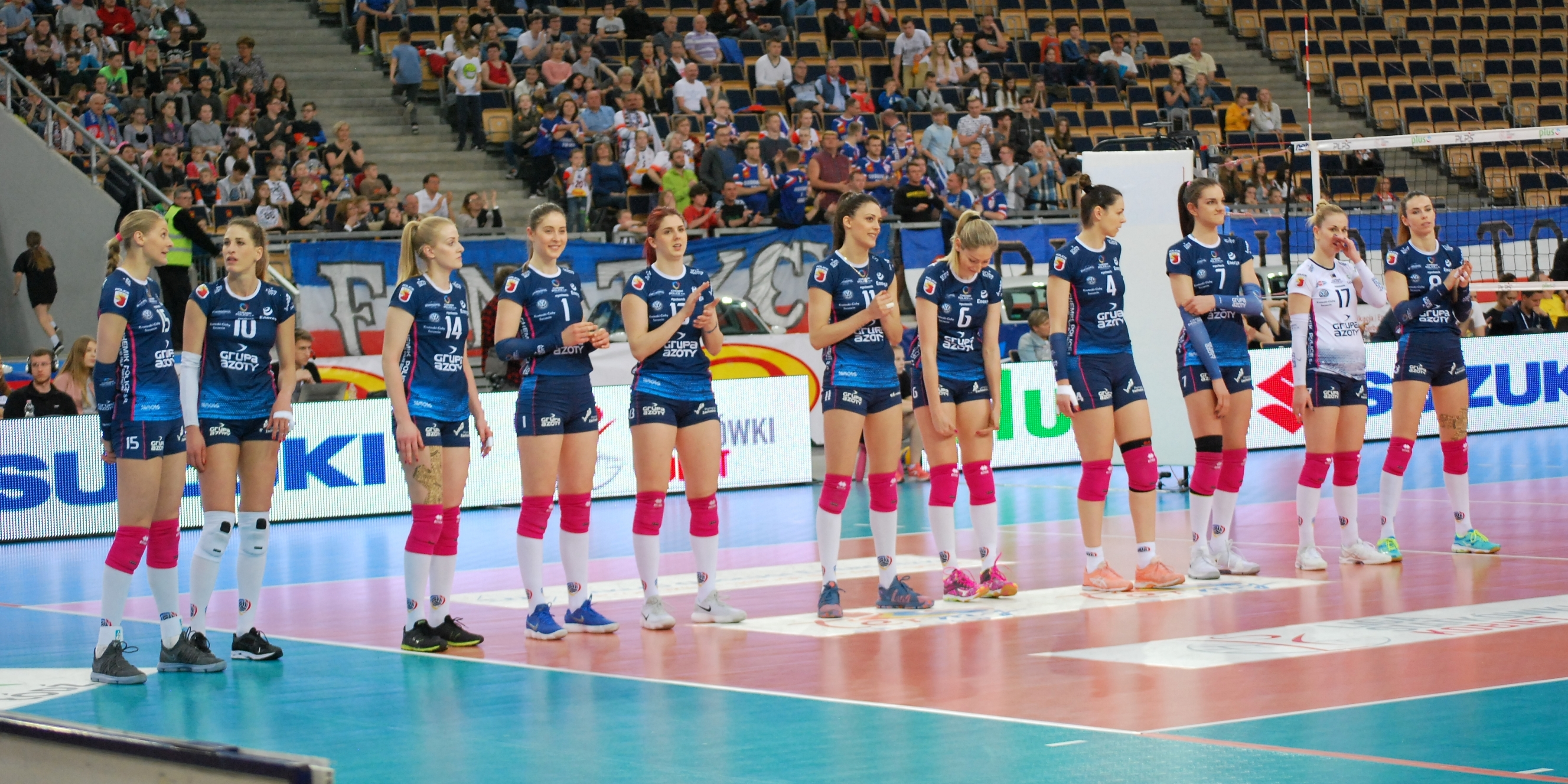
Zawodniczki Chemika Police w sezonie 2017/2018

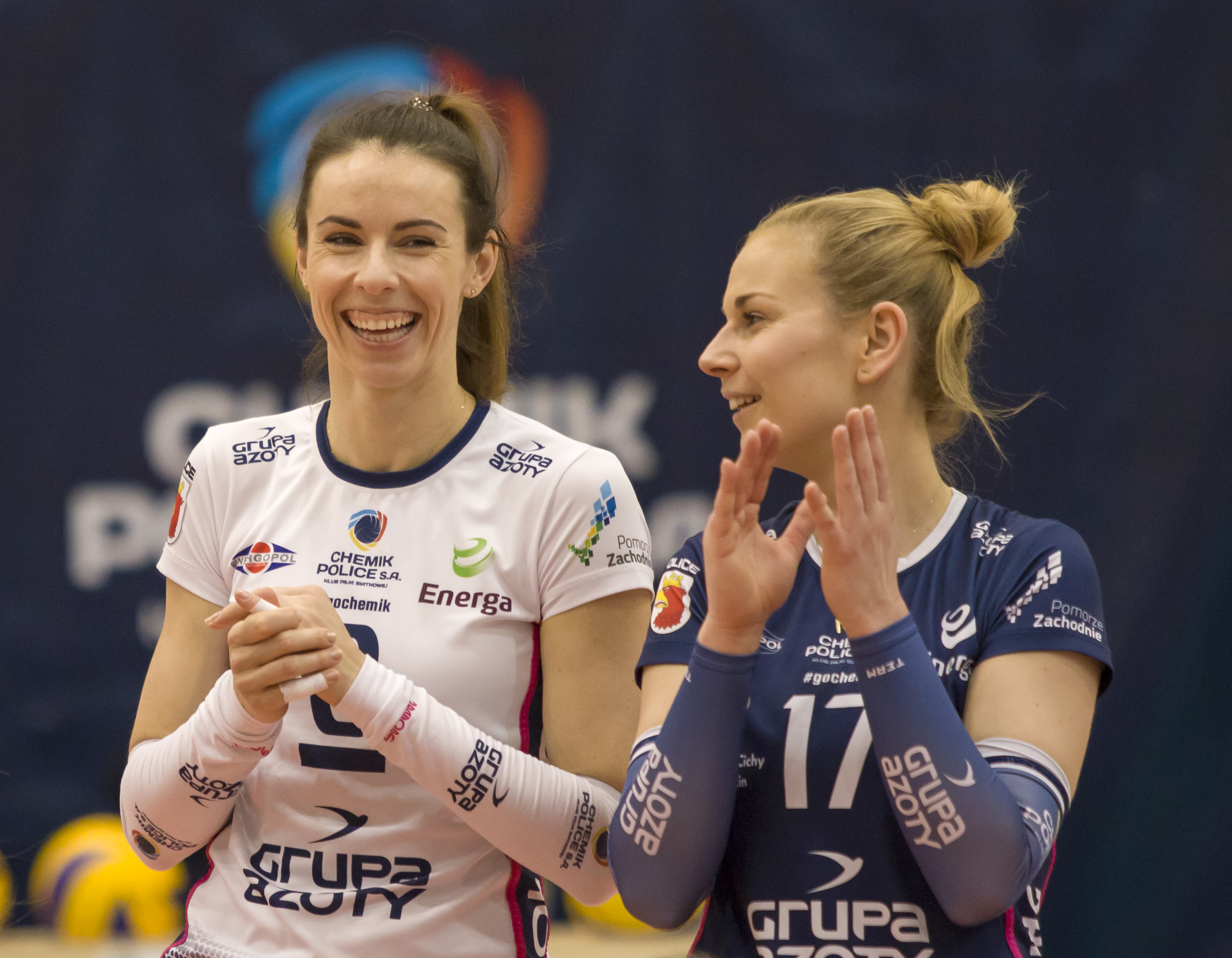
Zawodniczki Chemika Police w sezonie 2017/2018, od lewej: Izabela Bełcik nr 8, Aleksandra Krzos nr 17

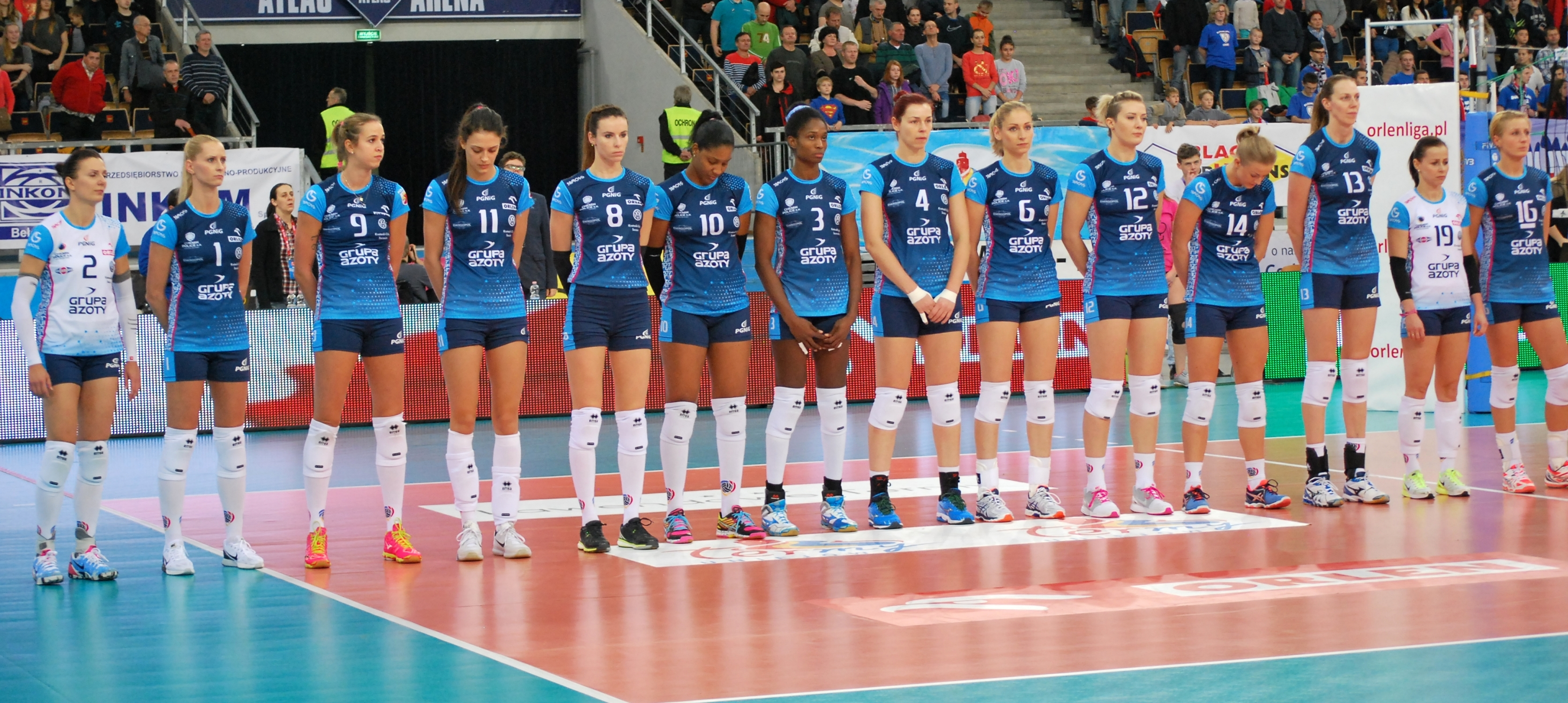
Zawodniczki Chemika Police w sezonie 2015/2016

| Sezon 2024/2025 | Sezon 2024/2025                   | Sezon 2024/2025 | Sezon 2024/2025 | Sezon 2024/2025 |
| Numer           | Imię i nazwisko                   | Data urodzenia  | Wzrost          | Pozycja         |
| --------------- | --------------------------------- | --------------- | --------------- | --------------- |
| 1               | Eliza Ropela-Puzdrowska           | 07.05.2004      | 168             | libero          |
| 2               | Martyna Grajber-Nowakowska        | 28.03.1995      | 180             | przyjmująca     |
| 7               | Diana Dąbrowska (do 02.01.2025)   | 12.08.2001      | 184             | rozgrywająca    |
| 8               | Agata Nowak                       | 08.07.1995      | 175             | libero          |
| 10              | Elena Baić                        | 31.08.2005      | 180             | rozgrywająca    |
| 11              | Magdalena Ociepa                  | 03.04.1999      | 184             | środkowa        |
| 12              | Ewa Kwiatkowska                   | 12.04.1986      | 181             | środkowa        |
| 13              | Dominika Pierzchała               | 11.03.2003      | 190             | środkowa        |
| 17              | Anna Fiedorowicz                  | 27.07.2006      | 179             | przyjmująca     |
| 18              | Julia Hewelt                      | 22.04.2006      | 184             | atakująca       |
| 20              | Katarzyna Partyka (od 24.12.2024) | 22.03.2002      | 186             | rozgrywająca    |
| 22              | Julia Orzoł (od 24.12.2024)       | 11.10.2002      | 183             | przyjmująca     |
| 23              | Wiktorija Łochmanczuk             | 09.05.2001      | 194             | atakująca       |

| Sezon 2023/2024 | Sezon 2023/2024            | Sezon 2023/2024 | Sezon 2023/2024 | Sezon 2023/2024 |
| Numer           | Imię i nazwisko            | Data urodzenia  | Wzrost          | Pozycja         |
| --------------- | -------------------------- | --------------- | --------------- | --------------- |
| 1               | Bruna Honório              | 03.07.1989      | 181             | atakująca       |
| 2               | Martyna Grajber-Nowakowska | 28.03.1995      | 180             | libero          |
| 3               | Elizabet Inneh-Varga       | 21.03.1999      | 192             | atakująca       |
| 4               | Marlena Kowalewska         | 09.01.1992      | 176             | rozgrywająca    |
| 5               | Agnieszka Korneluk         | 17.10.1994      | 199             | środkowa        |
| 6               | Saliha Şahin               | 05.11.1998      | 186             | przyjmująca     |
| 7               | Monika Jagła               | 04.01.2000      | 175             | libero          |
| 9               | Iga Wasilewska             | 25.04.1994      | 183             | środkowa        |
| 10              | Monika Fedusio             | 06.11.1999      | 181             | przyjmująca     |
| 11              | Martyna Łukasik            | 26.11.1999      | 190             | przyjmująca     |
| 13              | Dominika Pierzchała        | 11.03.2003      | 190             | środkowa        |
| 14              | Natalia Mędrzyk            | 13.01.1992      | 184             | przyjmująca     |
| 16              | Ding Xia                   | 13.01.1990      | 180             | rozgrywająca    |

| Sezon 2022/2023 | Sezon 2022/2023                 | Sezon 2022/2023 | Sezon 2022/2023 | Sezon 2022/2023 |
| Numer           | Imię i nazwisko                 | Data urodzenia  | Wzrost          | Pozycja         |
| --------------- | ------------------------------- | --------------- | --------------- | --------------- |
| 1               | Maria Stenzel                   | 25.11.1998      | 168             | libero          |
| 2               | Maira Cipriano                  | 07.03.1997      | 185             | przyjmująca     |
| 4               | Marlena Kowalewska              | 09.01.1992      | 176             | rozgrywająca    |
| 5               | Agnieszka Korneluk              | 17.10.1994      | 199             | środkowa        |
| 6               | Jovana Brakočević-Canzian       | 05.03.1988      | 196             | atakująca       |
| 7               | Fabíola                         | 03.02.1983      | 184             | rozgrywająca    |
| 9               | Iga Wasilewska                  | 25.04.1994      | 183             | środkowa        |
| 10              | Katarzyna Połeć                 | 13.02.1989      | 191             | środkowa        |
| 11              | Martyna Łukasik                 | 26.11.1999      | 190             | przyjmująca     |
| 13              | Lenka Ovečková                  | 16.11.1995      | 176             | rozgrywająca    |
| 14              | Natalia Mędrzyk (od 21.11.2022) | 13.01.1992      | 184             | przyjmująca     |
| 15              | Martyna Czyrniańska             | 13.10.2003      | 191             | przyjmująca     |
| 17              | Monika Jagła                    | 04.01.2000      | 175             | libero          |
| 19              | Joanna Sikorska                 | 25.12.1990      | 180             | atakująca       |
| 21              | Marta Pol (do 20.01.2023)       | 02.11.1995      | 188             | środkowa        |

| Sezon 2021/2022 | Sezon 2021/2022                                       | Sezon 2021/2022 | Sezon 2021/2022 | Sezon 2021/2022 |
| Numer           | Imię i nazwisko                                       | Data urodzenia  | Wzrost          | Pozycja         |
| --------------- | ----------------------------------------------------- | --------------- | --------------- | --------------- |
| 1               | Maria Stenzel                                         | 25.11.1998      | 168             | libero          |
| 2               | Danielle Barton-Drews (od 10.12.2021) (do 27.02.2022) | 02.02.1999      | 183             | przyjmująca     |
| 3               | Naiane Rios                                           | 29.11.1994      | 180             | rozgrywająca    |
| 4               | Marlena Kowalewska                                    | 09.01.1992      | 176             | rozgrywająca    |
| 5               | Agnieszka Kąkolewska                                  | 17.10.1994      | 199             | środkowa        |
| 6               | Jovana Brakočević-Canzian                             | 05.03.1988      | 196             | atakująca       |
| 9               | Iga Wasilewska                                        | 25.04.1994      | 183             | środkowa        |
| 10              | Katarzyna Połeć                                       | 13.02.1989      | 191             | środkowa        |
| 11              | Martyna Łukasik                                       | 26.11.1999      | 190             | przyjmująca     |
| 12              | Aleksandra Lipska                                     | 25.02.1998      | 186             | przyjmująca     |
| 15              | Martyna Czyrniańska                                   | 13.10.2003      | 191             | przyjmująca     |
| 16              | Aleksandra Żurawska                                   | 06.06.1998      | 169             | libero          |
| 19              | Bojana Milenković                                     | 06.03.1997      | 185             | przyjmująca     |
| 21              | Marta Pol                                             | 02.11.1995      | 188             | środkowa        |

| Sezon 2020/2021 | Sezon 2020/2021                                             | Sezon 2020/2021 | Sezon 2020/2021 | Sezon 2020/2021 |
| Numer           | Imię i nazwisko                                             | Data urodzenia  | Wzrost          | Pozycja         |
| --------------- | ----------------------------------------------------------- | --------------- | --------------- | --------------- |
| 2               | Martyna Grajber                                             | 28.03.1995      | 180             | przyjmująca     |
| 4               | Marlena Kowalewska                                          | 09.01.1992      | 176             | rozgrywająca    |
| 5               | Agnieszka Kąkolewska                                        | 17.10.1994      | 199             | środkowa        |
| 6               | Jovana Brakočević-Canzian                                   | 05.03.1988      | 196             | atakująca       |
| 7               | Katarzyna Połeć                                             | 13.02.1989      | 191             | środkowa        |
| 8               | Indy Baijens                                                | 04.02.2001      | 193             | środkowa        |
| 9               | Iga Wasilewska                                              | 25.04.1994      | 183             | środkowa        |
| 10              | Wilma Salas                                                 | 09.03.1991      | 188             | przyjmująca     |
| 11              | Martyna Łukasik                                             | 26.11.1999      | 190             | przyjmująca     |
| 12              | Samara Rodrigues de Almeida (od 15.12.2020) (do 21.12.2020) | 16.07.1992      | 185             | przyjmująca     |
| 12              | Olga Strandzali (od 11.01.2021)                             | 12.01.1996      | 185             | przyjmująca     |
| 13              | Paulina Maj-Erwardt                                         | 22.03.1987      | 166             | libero          |
| 14              | Natalia Mędrzyk                                             | 13.01.1992      | 184             | przyjmująca     |
| 16              | Aleksandra Żurawska                                         | 06.06.1998      | 169             | libero          |
| 17              | Paulina Bałdyga                                             | 24.07.1996      | 174             | rozgrywająca    |
| 18              | Sinead Jack-Kısal (od 17.03.2021)                           | 08.11.1993      | 198             | środkowa        |
| 21              | Sonia Kubacka (od 05.01.2021)                               | 27.02.1996      | 181             | środkowa        |

| Sezon 2019/2020 | Sezon 2019/2020                 | Sezon 2019/2020 | Sezon 2019/2020 | Sezon 2019/2020 |
| Numer           | Imię i nazwisko                 | Data urodzenia  | Wzrost          | Pozycja         |
| --------------- | ------------------------------- | --------------- | --------------- | --------------- |
| 1               | Ewelina Polak                   | 17.04.1993      | 176             | rozgrywająca    |
| 2               | Martyna Grajber                 | 28.03.1995      | 180             | przyjmująca     |
| 3               | Iryna Truszkina                 | 03.12.1986      | 188             | środkowa        |
| 4               | Marlena Kowalewska              | 09.01.1992      | 176             | rozgrywająca    |
| 6               | Agnieszka Bednarek-Kasza        | 20.02.1986      | 186             | środkowa        |
| 7               | Katarzyna Połeć (od 30.01.2020) | 13.02.1989      | 191             | środkowa        |
| 8               | Pola Nowakowska                 | 30.01.1996      | 181             | libero          |
| 9               | Iga Wasilewska                  | 25.04.1994      | 183             | środkowa        |
| 10              | Wilma Salas                     | 09.03.1991      | 188             | przyjmująca     |
| 11              | Martyna Łukasik                 | 26.11.1999      | 190             | przyjmująca     |
| 12              | Anna Łozowska (do 30.01.2020)   | 16.03.1993      | 184             | środkowa        |
| 13              | Paulina Maj-Erwardt             | 22.03.1987      | 166             | libero          |
| 14              | Natalia Mędrzyk                 | 13.01.1992      | 184             | przyjmująca     |
| 17              | Gyselle Silva                   | 29.10.1991      | 184             | atakująca       |

| Sezon 2018/2019 | Sezon 2018/2019                   | Sezon 2018/2019 | Sezon 2018/2019 | Sezon 2018/2019 |
| Numer           | Imię i nazwisko                   | Data urodzenia  | Wzrost          | Pozycja         |
| --------------- | --------------------------------- | --------------- | --------------- | --------------- |
| 1               | Bianka Buša                       | 25.07.1994      | 187             | przyjmująca     |
| 2               | Martyna Grajber                   | 28.03.1995      | 180             | przyjmująca     |
| 3               | Magdalena Stysiak (do 21.12.2018) | 03.12.2000      | 202             | atakująca       |
| 6               | Agnieszka Bednarek-Kasza          | 20.02.1986      | 186             | środkowa        |
| 7               | Justyna Łukasik                   | 27.01.1993      | 187             | środkowa        |
| 8               | Marlena Pleśnierowicz             | 09.01.1992      | 176             | rozgrywająca    |
| 9               | Iga Chojnacka                     | 25.04.1994      | 183             | środkowa        |
| 10              | Sanja Gamma (od 08.12.2018)       | 31.05.1984      | 186             | atakująca       |
| 11              | Martyna Łukasik                   | 26.11.1999      | 190             | atakująca       |
| 12              | Chiaka Ogbogu                     | 15.04.1995      | 188             | środkowa        |
| 13              | Sladana Mirković                  | 07.10.1995      | 185             | rozgrywająca    |
| 14              | Natalia Mędrzyk                   | 13.01.1992      | 184             | przyjmująca     |
| 16              | Anna Grejman (do 29.11.2018)      | 08.06.1993      | 183             | przyjmująca     |
| 17              | Aleksandra Krzos                  | 23.06.1989      | 181             | libero          |
| 18              | Justyna Łysiak                    | 20.01.1999      | 171             | libero          |

| Sezon 2017/2018 | Sezon 2017/2018                           | Sezon 2017/2018 | Sezon 2017/2018 | Sezon 2017/2018 |
| Numer           | Imię i nazwisko                           | Data urodzenia  | Wzrost          | Pozycja         |
| --------------- | ----------------------------------------- | --------------- | --------------- | --------------- |
| 1               | Bianka Buša                               | 25.07.1994      | 187             | przyjmująca     |
| 3               | Alexandra Holston                         | 03.04.1995      | 188             | atakująca       |
| 4               | Katarzyna Gajgał-Anioł                    | 21.09.1981      | 190             | środkowa        |
| 6               | Agnieszka Bednarek-Kasza                  | 20.02.1986      | 186             | środkowa        |
| 7               | Malwina Smarzek                           | 03.06.1996      | 191             | przyjmująca     |
| 8               | Izabela Bełcik                            | 29.11.1980      | 186             | rozgrywająca    |
| 10              | Berenika Tomsia (od 15.03.2018)           | 18.03.1988      | 189             | atakująca       |
| 11              | Stefana Veljković                         | 09.01.1990      | 190             | środkowa        |
| 13              | Sladana Mirković                          | 07.10.1995      | 185             | rozgrywająca    |
| 14              | Natalia Mędrzyk                           | 13.01.1992      | 184             | przyjmująca     |
| 15              | Straszimira Simeonowa (od 07.12.2017)     | 18.08.1985      | 195             | środkowa        |
| 16              | Maret Balkestein-Grothues (do 07.12.2017) | 16.09.1988      | 180             | przyjmująca     |
| 17              | Aleksandra Krzos                          | 23.06.1989      | 181             | libero          |
| 18              | Katarzyna Zaroślińska                     | 03.02.1987      | 187             | atakująca       |

| Sezon 2016/2017 | Sezon 2016/2017          | Sezon 2016/2017 | Sezon 2016/2017 | Sezon 2016/2017 |
| Numer           | Imię i nazwisko          | Data urodzenia  | Wzrost          | Pozycja         |
| --------------- | ------------------------ | --------------- | --------------- | --------------- |
| 1               | Anna Werblińska          | 14.05.1984      | 178             | przyjmująca     |
| 2               | Mariola Zenik            | 03.07.1982      | 173             | libero          |
| 3               | Madelaynne Montaño       | 06.01.1983      | 185             | atakująca       |
| 4               | Katarzyna Gajgał-Anioł   | 21.09.1981      | 190             | środkowa        |
| 6               | Agnieszka Bednarek-Kasza | 20.02.1986      | 186             | środkowa        |
| 7               | Malwina Smarzek          | 03.06.1996      | 191             | przyjmująca     |
| 8               | Izabela Bełcik           | 29.11.1980      | 186             | rozgrywająca    |
| 11              | Stefana Veljković        | 09.01.1990      | 190             | środkowa        |
| 13              | Nikola Abramajtys        | 13.02.1997      | 186             | środkowa        |
| 14              | Joanna Wołosz            | 07.04.1990      | 181             | rozgrywająca    |
| 15              | Jelena Blagojević        | 01.12.1988      | 181             | przyjmująca     |
| 16              | Aleksandra Jagieło       | 02.06.1980      | 180             | przyjmująca     |
| 17              | Aleksandra Krzos         | 23.06.1989      | 181             | libero          |
| 18              | Katarzyna Zaroślińska    | 03.02.1987      | 187             | atakująca       |

| Sezon 2015/2016 | Sezon 2015/2016          | Sezon 2015/2016 | Sezon 2015/2016 | Sezon 2015/2016 |
| Numer           | Imię i nazwisko          | Data urodzenia  | Wzrost          | Pozycja         |
| --------------- | ------------------------ | --------------- | --------------- | --------------- |
| 1               | Anna Werblińska          | 14.05.1984      | 178             | przyjmująca     |
| 2               | Mariola Zenik            | 03.07.1982      | 173             | libero          |
| 3               | Madelaynne Montaño       | 06.01.1983      | 185             | atakująca       |
| 4               | Katarzyna Gajgał-Anioł   | 21.09.1981      | 190             | środkowa        |
| 6               | Agnieszka Bednarek-Kasza | 20.02.1986      | 186             | środkowa        |
| 8               | Izabela Bełcik           | 29.11.1980      | 186             | rozgrywająca    |
| 9               | Helena Havelková         | 25.07.1988      | 188             | przyjmująca     |
| 10              | Yonkaira Peña            | 10.05.1993      | 190             | przyjmująca     |
| 11              | Stefana Veljković        | 09.01.1990      | 190             | środkowa        |
| 12              | Izabela Kowalińska       | 23.02.1985      | 189             | atakująca       |
| 13              | Katarzyna Mróz           | 19.02.1981      | 194             | środkowa        |
| 14              | Joanna Wołosz            | 07.04.1990      | 181             | rozgrywająca    |
| 16              | Aleksandra Jagieło       | 02.06.1980      | 180             | przyjmująca     |
| 19              | Paulina Maj-Erwardt      | 22.03.1987      | 166             | libero          |

| Sezon 2014/2015 | Sezon 2014/2015             | Sezon 2014/2015 | Sezon 2014/2015 | Sezon 2014/2015 |
| Numer           | Imię i nazwisko             | Data urodzenia  | Wzrost          | Pozycja         |
| --------------- | --------------------------- | --------------- | --------------- | --------------- |
| 1               | Anna Werblińska             | 14.05.1984      | 178             | przyjmująca     |
| 2               | Mariola Zenik               | 03.07.1982      | 173             | libero          |
| 3               | Sanja Malagurski            | 08.06.1990      | 193             | przyjmująca     |
| 4               | Katarzyna Gajgał-Anioł      | 21.09.1981      | 190             | środkowa        |
| 6               | Agnieszka Bednarek-Kasza    | 20.02.1986      | 186             | środkowa        |
| 7               | Małgorzata Glinka-Mogentale | 30.09.1978      | 191             | przyjmująca     |
| 8               | Aleksandra Krzos            | 23.06.1989      | 181             | libero          |
| 9               | Agnieszka Rabka             | 30.08.1978      | 178             | rozgrywająca    |
| 10              | Ana Bjelica                 | 03.04.1992      | 190             | atakująca       |
| 11              | Stefana Veljković           | 09.01.1990      | 190             | środkowa        |
| 12              | Izabela Kowalińska          | 23.02.1985      | 189             | atakująca       |
| 13              | Katarzyna Mróz              | 19.02.1981      | 194             | środkowa        |
| 16              | Aleksandra Jagieło          | 02.06.1980      | 180             | przyjmująca     |
| 18              | Maja Ognjenović             | 06.08.1984      | 183             | rozgrywająca    |

| Sezon 2013/2014 | Sezon 2013/2014             | Sezon 2013/2014 | Sezon 2013/2014 | Sezon 2013/2014 |
| Numer           | Imię i nazwisko             | Data urodzenia  | Wzrost          | Pozycja         |
| --------------- | --------------------------- | --------------- | --------------- | --------------- |
| 1               | Anna Werblińska             | 14.05.1984      | 178             | przyjmująca     |
| 2               | Dominika Sobolska           | 03.12.1991      | 187             | środkowa        |
| 4               | Katarzyna Gajgał-Anioł      | 21.09.1981      | 190             | środkowa        |
| 5               | Anna Grejman                | 08.06.1993      | 183             | przyjmująca     |
| 6               | Agnieszka Bednarek-Kasza    | 20.02.1986      | 186             | środkowa        |
| 7               | Małgorzata Glinka-Mogentale | 30.09.1978      | 191             | przyjmująca     |
| 8               | Aleksandra Krzos            | 23.06.1989      | 181             | libero          |
| 9               | Agata Sawicka               | 17.02.1985      | 181             | libero          |
| 10              | Ana Bjelica                 | 03.04.1992      | 190             | atakująca       |
| 11              | Lucie Mühlsteinová          | 15.10.1984      | 180             | rozgrywająca    |
| 12              | Izabela Kowalińska          | 23.02.1985      | 189             | atakująca       |
| 13              | Katarzyna Mróz              | 19.02.1981      | 194             | środkowa        |
| 15              | Justyna Raczyńska           | 12.09.1987      | 180             | przyjmująca     |
| 17              | Joanna Mirek                | 17.02.1977      | 186             | przyjmująca     |
| 18              | Maja Ognjenović             | 06.08.1984      | 183             | rozgrywająca    |

| Sezon 2012/2013 | Sezon 2012/2013    | Sezon 2012/2013 | Sezon 2012/2013 | Sezon 2012/2013 |
| Numer           | Imię i nazwisko    | Data urodzenia  | Wzrost          | Pozycja         |
| --------------- | ------------------ | --------------- | --------------- | --------------- |
| 1               | Izabela Śliwa      | 11.12.1990      | 169             | libero          |
| 2               | Dominika Sobolska  | 03.12.1991      | 187             | środkowa        |
| 3               | Vesna Jovanović    | 27.10.1983      | 190             | środkowa        |
| 4               | Kinga Zielińska    | 06.03.1988      | 186             | przyjmująca     |
| 5               | Veronika Hudima    | 08.07.1988      | 185             | przyjmująca     |
| 6               | Aleksandra Pasznik | 26.02.1990      | 182             | rozgrywająca    |
| 7               | Magdalena Soter    | 23.05.1988      | 191             | środkowa        |
| 8               | Aleksandra Krzos   | 23.06.1989      | 181             | libero          |
| 9               | Alicja Malinowska  | 07.01.1983      | 185             | atakująca       |
| 10              | Agnieszka Rabka    | 30.08.1978      | 178             | rozgrywająca    |
| 11              | Lucie Mühlsteinová | 15.10.1984      | 180             | rozgrywająca    |
| 12              | Izabela Kowalińska | 23.02.1985      | 189             | atakująca       |
| 13              | Katarzyna Mróz     | 19.02.1981      | 194             | środkowa        |
| 14              | Anna Karpicz       | 24.02.1993      | 180             | przyjmująca     |
| 15              | Justyna Raczyńska  | 12.09.1987      | 180             | przyjmująca     |
| 17              | Joanna Mirek       | 17.02.1977      | 186             | środkowa        |

## Obcokrajowcy w zespole
| Lata gry                                  | Imię i nazwisko             | Pozycja      |
| ----------------------------------------- | --------------------------- | ------------ |
| 2011-2012                                 | Kristina Jordanska          | środkowa     |
| 2012-2013                                 | Veronika Hudima             | przyjmująca  |
| 2012-2013                                 | Vesna Jovanović             | środkowa     |
| 2012-2014                                 | Lucie Mühlsteinová          | rozgrywająca |
| 2013-2015                                 | Maja Ognjenović             | rozgrywająca |
| 2013-2015                                 | Ana Bjelica                 | atakująca    |
| 2014-2015                                 | Sanja Malagurski            | przyjmująca  |
| 2014-2018                                 | Stefana Veljković           | środkowa     |
| 2015-2016                                 | Helena Havelková            | przyjmująca  |
| 2015-2016                                 | Yonkaira Peña               | przyjmująca  |
| 2015-2017                                 | Madelaynne Montaño          | atakująca    |
| 2016-2017                                 | Jelena Blagojević           | przyjmująca  |
| 2017-2017 (do 07.12.2017)                 | Maret Balkestein-Grothues   | przyjmująca  |
| 2017-2018                                 | Alexandra Holston           | atakująca    |
| 2017-2018 (od 07.12.2017)                 | Straszimira Simeonowa       | środkowa     |
| 2017-2019                                 | Bianka Buša                 | przyjmująca  |
| 2017-2019                                 | Slađana Mirković            | rozgrywająca |
| 2018-2019                                 | Chiaka Ogbogu               | środkowa     |
| 2018-2019 (od 18.12.2018)                 | Sanja Gamma                 | atakująca    |
| 2019-2020                                 | Iryna Truszkina             | środkowa     |
| 2019-2020                                 | Gyselle Silva               | atakująca    |
| 2019-2021                                 | Wilma Salas                 | przyjmująca  |
| 2020-2023                                 | Jovana Brakočević-Canzian   | atakująca    |
| 2020-2021                                 | Indy Baijens                | środkowa     |
| 2020-2020 (od 15.12.2020) (do 21.12.2020) | Samara Rodrigues de Almeida | przyjmująca  |
| 2021-2021 (od 11.01.2021)                 | Olga Strandzali             | przyjmująca  |
| 2021-2021 (od 17.03.2021)                 | Sinead Jack-Kısal           | środkowa     |
| 2021-2022                                 | Bojana Milenković           | przyjmująca  |
| 2021-2022                                 | Naiane Rios                 | rozgrywająca |
| 2021-2022 (od 10.12.2021) (do 02.03.2022) | Danielle Barton-Drews       | przyjmująca  |
| 2022-2023                                 | Maira Cipriano              | przyjmująca  |
| 2022-2023                                 | Fabíola                     | rozgrywająca |
| 2022-2023                                 | Lenka Ovečková              | rozgrywająca |
| 2023-2024                                 | Ding Xia                    | rozgrywająca |
| 2023-2024                                 | Saliha Şahin                | przyjmująca  |
| 2023-2024                                 | Bruna Honório               | atakująca    |
| 2023-2024                                 | Elizabet Inneh-Varga        | atakująca    |
| 2024-                                     | Wiktorija Łochmanczuk       | atakująca    |
| 2024-                                     | Elena Baić                  | rozgrywająca |

## Trenerzy
| Od         | Do         | Imię i nazwisko     |
| ---------- | ---------- | ------------------- |
|            | 30.01.2012 | Mariusz Bujek       |
| 30.01.2012 | 04.04.2012 | Piotr Sobolewski    |
| 12.04.2012 | 02.01.2014 | Mariusz Wiktorowicz |
| 02.01.2014 | 26.02.2016 | Giuseppe Cuccarini  |
| 26.02.2016 | 16.02.2018 | Jakub Głuszak       |
| 26.02.2018 | 21.05.2019 | Marcello Abbondanza |
| 22.05.2019 | 27.04.2021 | Ferhat Akbaş        |
| 16.09.2021 | 28.02.2022 | Jacek Nawrocki      |
| 28.02.2022 | 17.01.2023 | Marek Mierzwiński   |
| 17.01.2023 | 2023       | Radosław Wodziński  |
| 17.08.2023 | 2024       | Marco Fenoglio      |
| 23.07.2024 |            | Dawid Michor        |

## Kapitanowie
| Sezon     | Imię i nazwisko            |
| --------- | -------------------------- |
| 2010/2011 | Justyna Raczyńska          |
| 2011/2012 | Justyna Raczyńska          |
| 2012/2013 | Joanna Mirek               |
| 2013/2014 | Anna Werblińska            |
| 2014/2015 | Anna Werblińska            |
| 2015/2016 | Aleksandra Jagieło         |
| 2016/2017 | Aleksandra Jagieło         |
| 2017/2018 | Izabela Bełcik             |
| 2018/2019 | Agnieszka Bednarek-Kasza   |
| 2019/2020 | Martyna Grajber            |
| 2020/2021 | Martyna Grajber            |
| 2021/2022 | Jovana Brakočević-Canzian  |
| 2022/2023 | Jovana Brakočević-Canzian  |
| 2023/2024 | Martyna Grajber-Nowakowska |
| 2024/2025 | Martyna Grajber-Nowakowska |